# Ayuntamiento de Providence
El Ayuntamiento de Providence (en inglés, Providence City Hall) es el centro del gobierno municipal en la ciudad de Providence, la capital del estado de Rhode Island (Estados Unidos). Está ubicado en el extremo suroeste de la Plaza Kennedy en 25 Dorrance Street. Fue construido entre 1875 y 1878 y diseñado por Samuel J. F. Thayer en el estilo Segundo Imperio. En 1975 fue incluido en el Registro Nacional de Lugares Históricos; también es una propiedad contribuidora del distrito histórico más amplio de Downtown Providence.

## Contexto

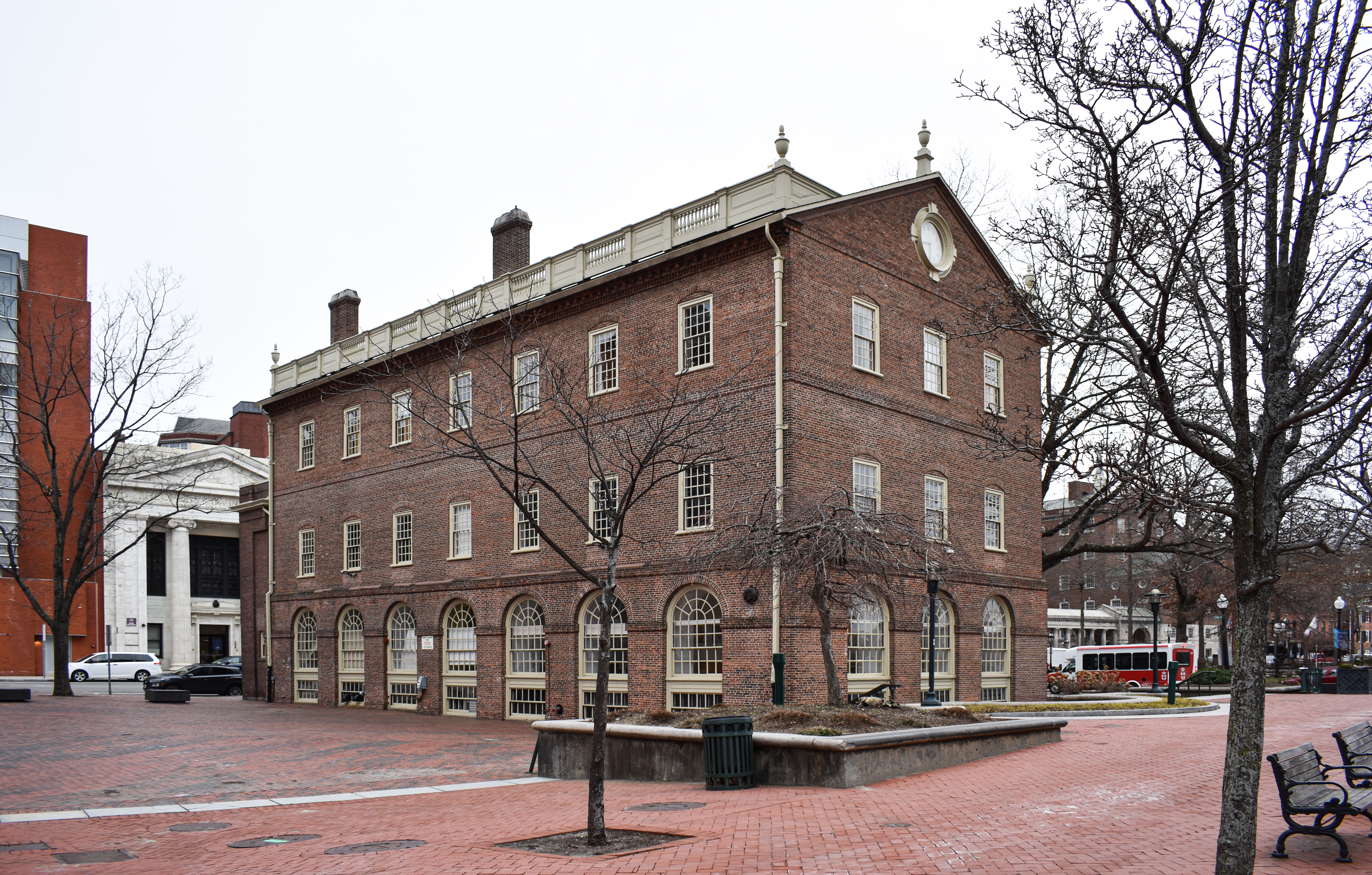
Market House sirvió durante mucho tiempo como sede del gobierno municipal de Providence

### Market House
Tras la incorporación de la ciudad en 1832, la mayoría de los negocios de la ciudad se llevaron a cabo en Market House. En el segundo piso se ubicaron el Ayuntamiento, la Alcaldía y la Junta de Regidores; a medida que la ciudad creció, la ciudad se extendió hasta el tercer piso y finalmente se hizo cargo de todo el edificio, que se conoció como el "City Building". Al poco tiempo, incluso este espacio no era suficiente, y en 1845 el Ayuntamiento resolvió crear un edificio municipal permanente. La comunidad pasó los siguientes 30 años buscando una ubicación adecuada, porque la mitad de los votos del Consejo estaban en el lado este del río Providence y la mitad de los votos estaban en el oeste. Esto dio lugar a lo que algunos historiadores han denominado "Guerra de los Treinta Años de Providencia", ya que el consejo discutía sobre dónde ubicar el nuevo edificio.

### Ayuntamiento del Teatro
La ciudad compró varios lotes para la construcción de un nuevo Ayuntamiento. Sin embargo, la construcción se retrasó y el terreno se arrendó a CN Harrington, quien construyó un teatro con estructura de madera en el lugar. El teatro se destacó por conferencias, actuaciones y lecturas que incluyeron al escritor Charles Dickens. En 1869, el edificio pasó a llamarse "Harrington Opera House". En 1874, la estructura se cerró para su demolición.

## Historia del edificio

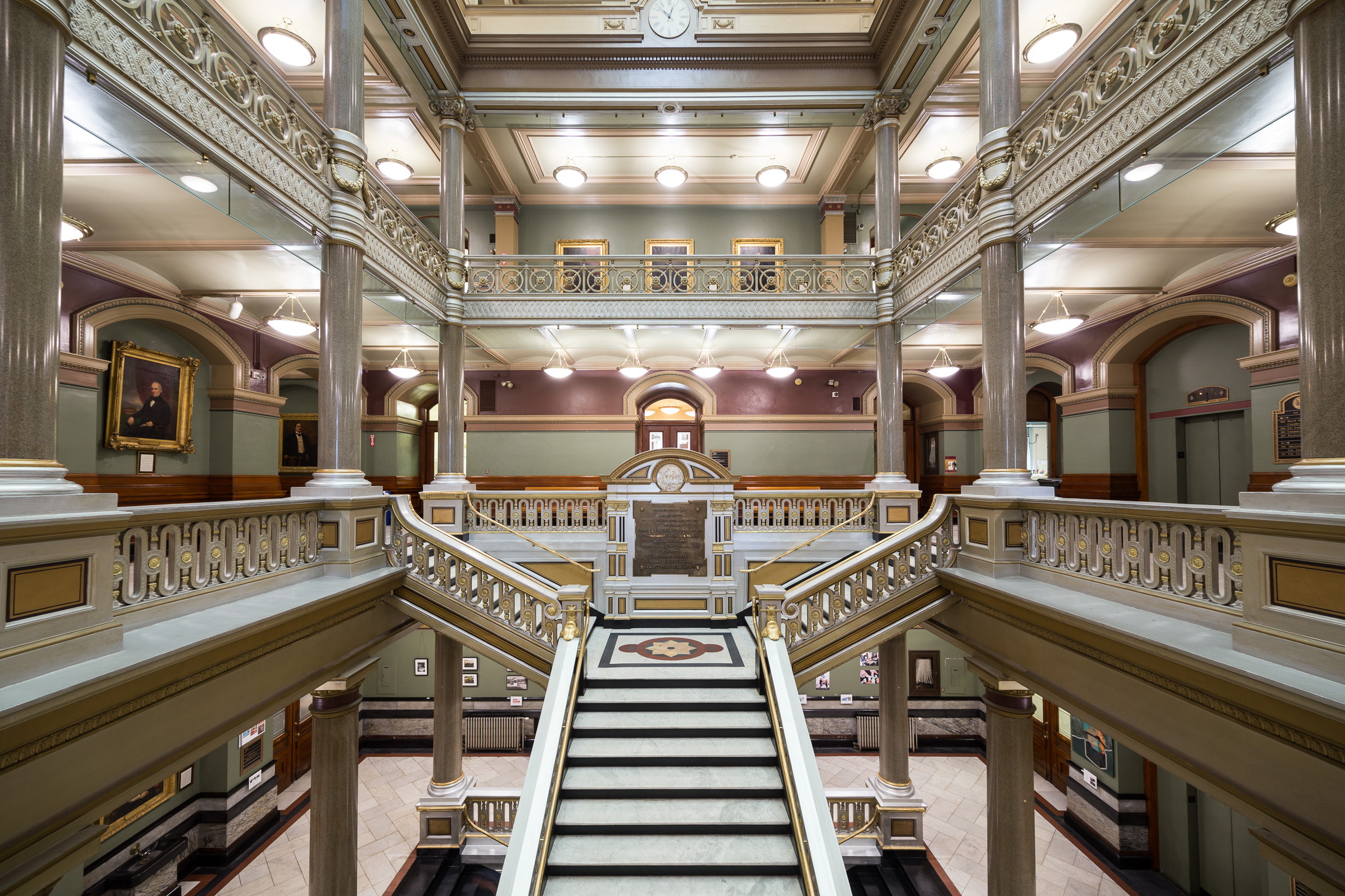
Atrio

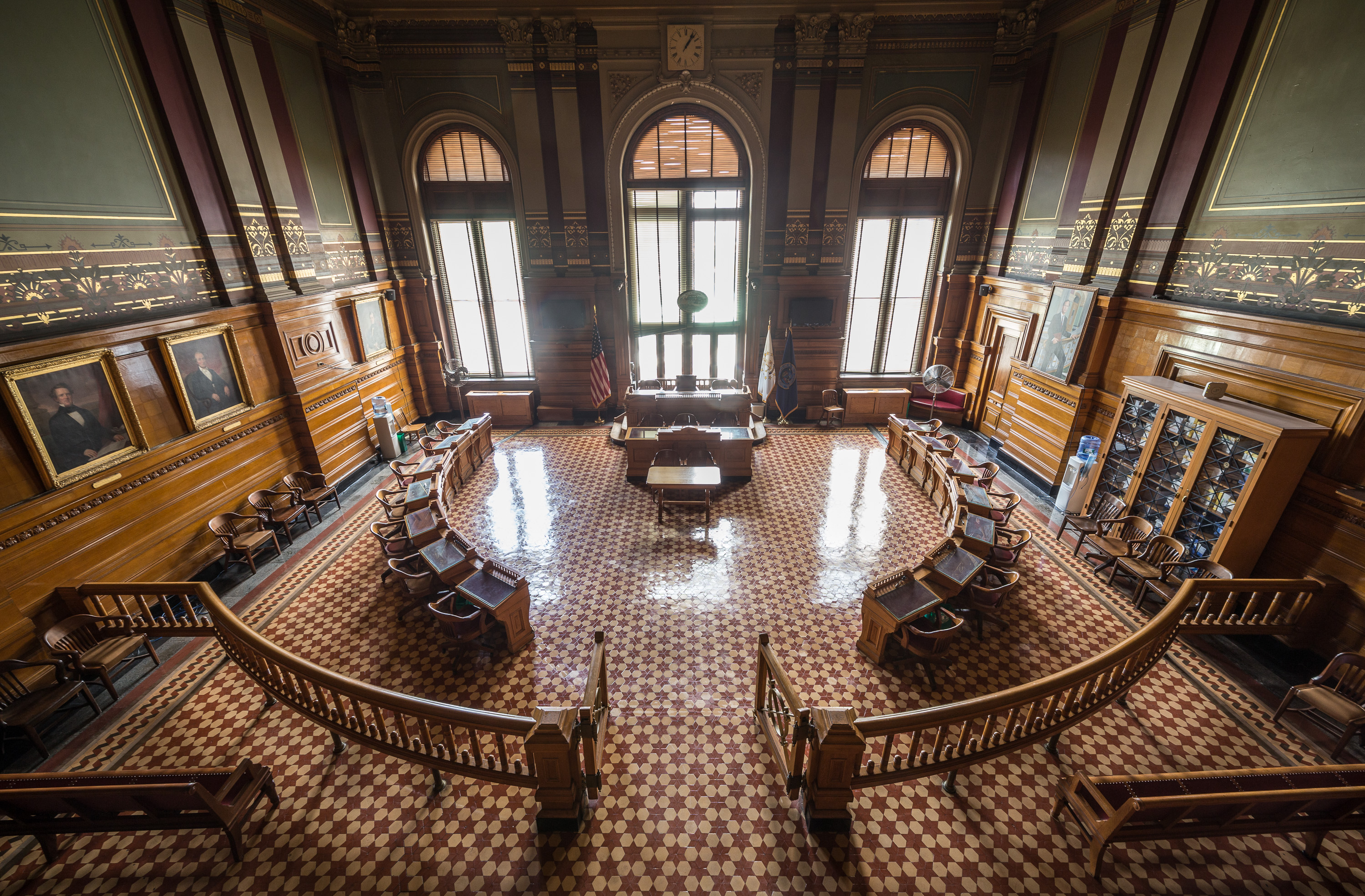
Cámaras

Una convocatoria abierta de diseño dio lugar a veintiuna presentaciones y cuatro finalistas. Se eligió el diseño "Blue Wafer" de Samuel J. F. Thayer y se le pagó 1000 dólares. El edificio, modificado de su diseño original, costaría un millón de dólares. La primera piedra se colocó el 24 de junio de 1875. Inaugurado el 14 de noviembre de 1878, The Providence Journal llamó al edificio "Nuestro Palacio Municipal".
El presidente Teddy Roosevelt habló en los escalones del ayuntamiento el 23 de agosto de 1902 y John F. Kennedy habló el 7 de noviembre de 1960, justo antes de ser elegido presidente. En 2000, Friedrich St. Florian diseñó placas exteriores para el edificio. Haven Brothers Diner, un punto de referencia de Rhode Island, es una cafetería móvil situada al este del Ayuntamiento todas las noches.
En 1975, después de que comenzaron a crecer las preocupaciones sobre una posible demolición, el alcalde Buddy Cianci instigó una restauración y rehabilitación completa del edificio deteriorado bajo la dirección de la historiadora y conservacionista Antoinette Downing, Frank Mauran III e Irving B. Haynes. El proyecto se completó en la década de 1990.

## Galería

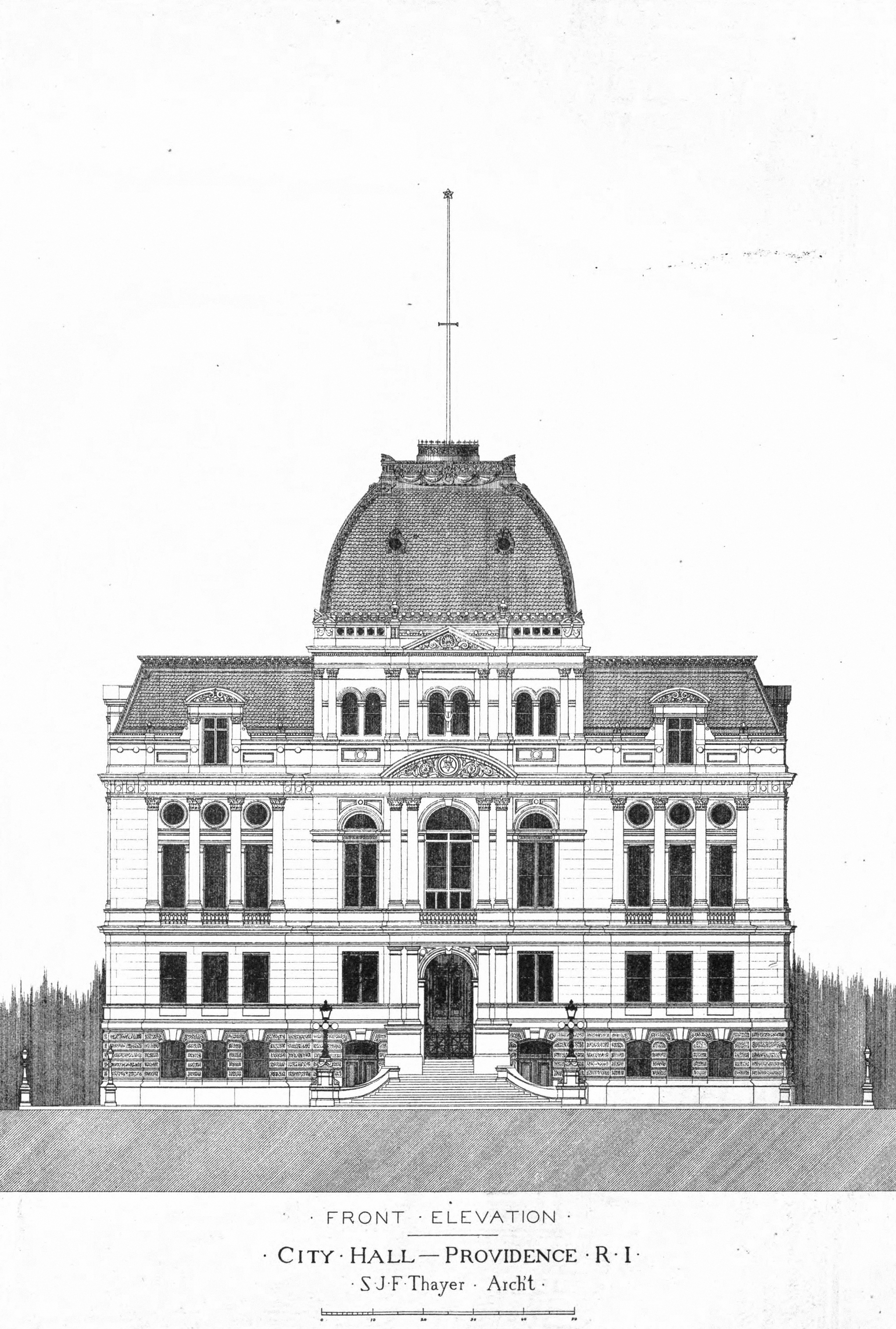
Dibujo de 1878
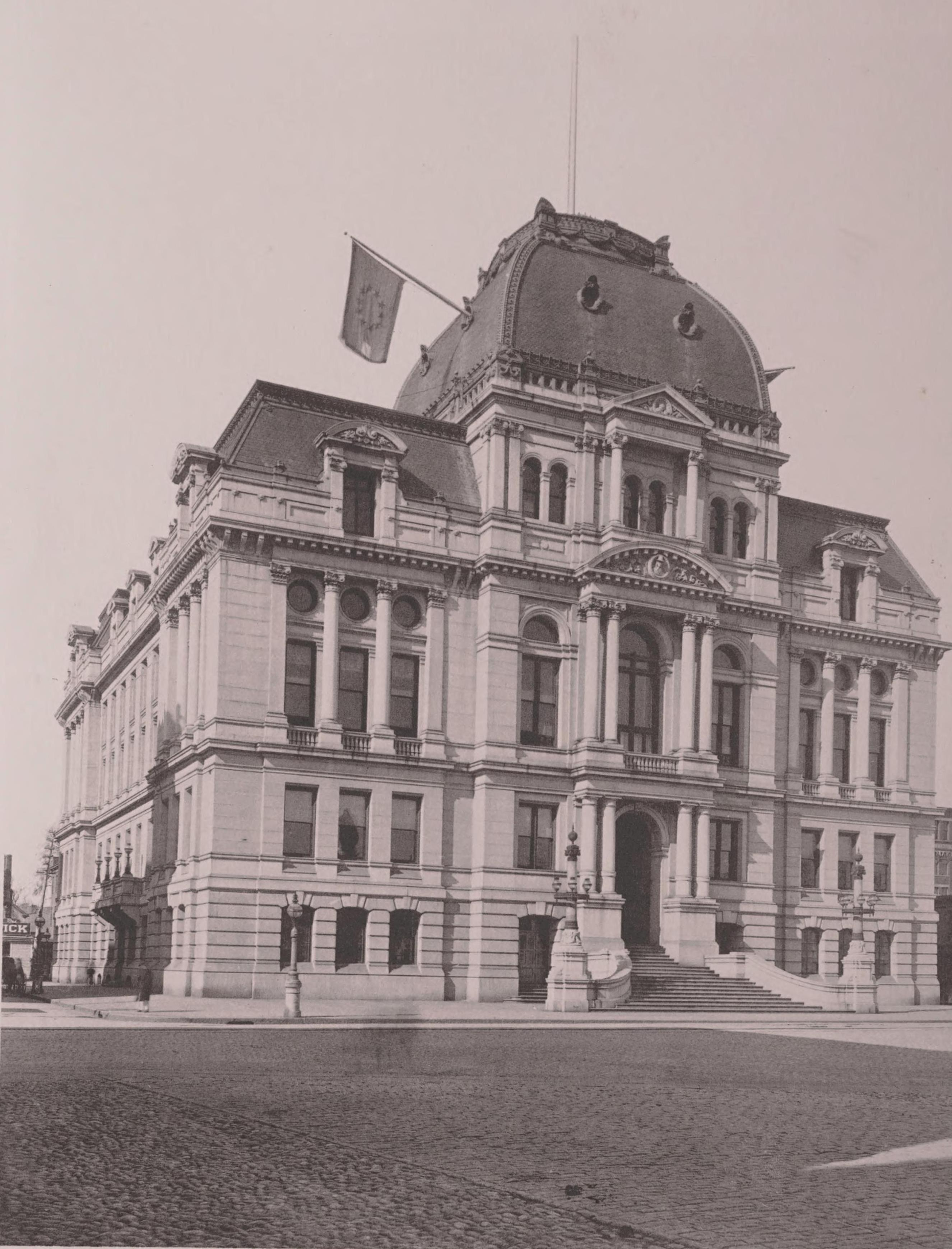
Fotografía publicada en 1891
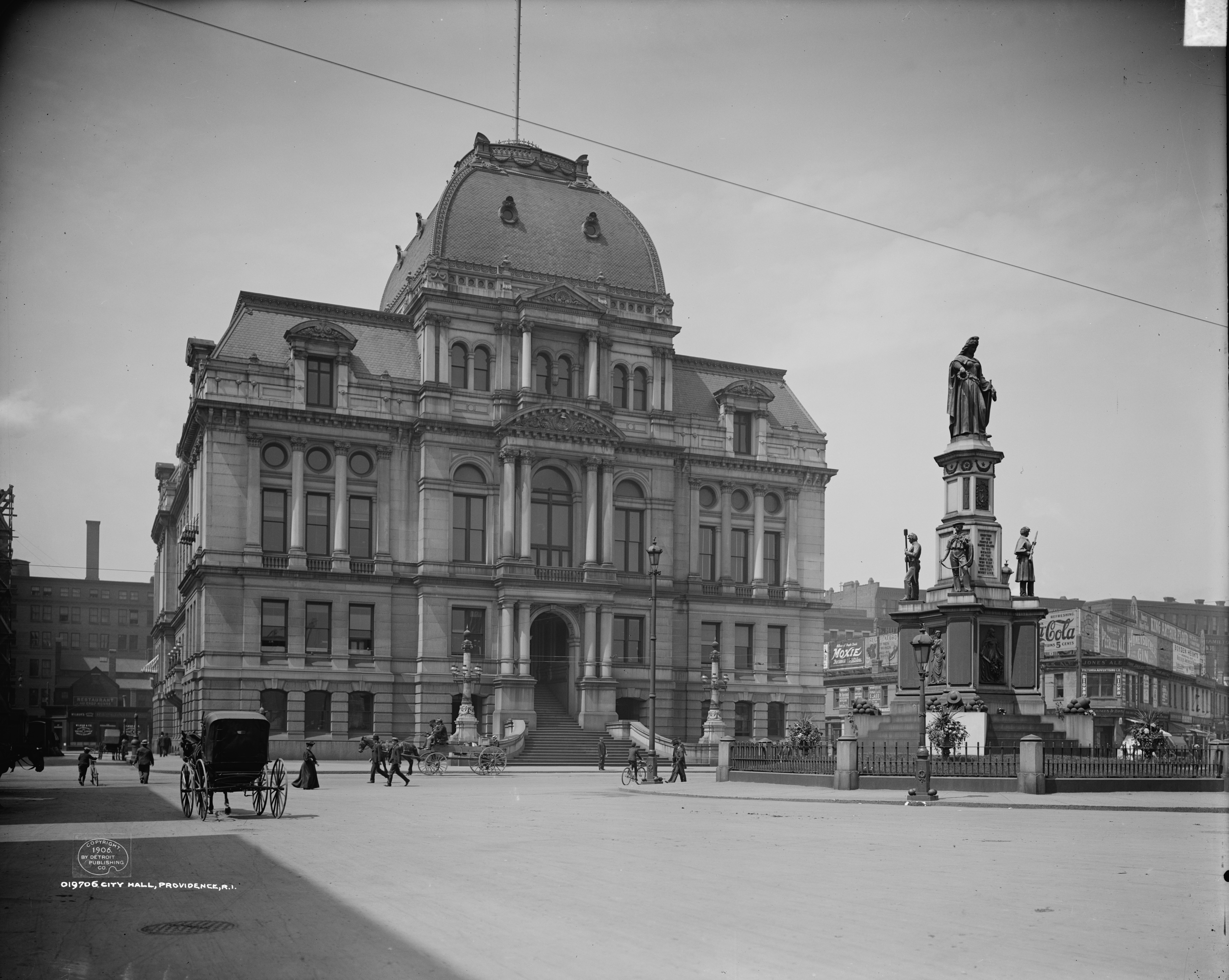
El edificio, c. 1906
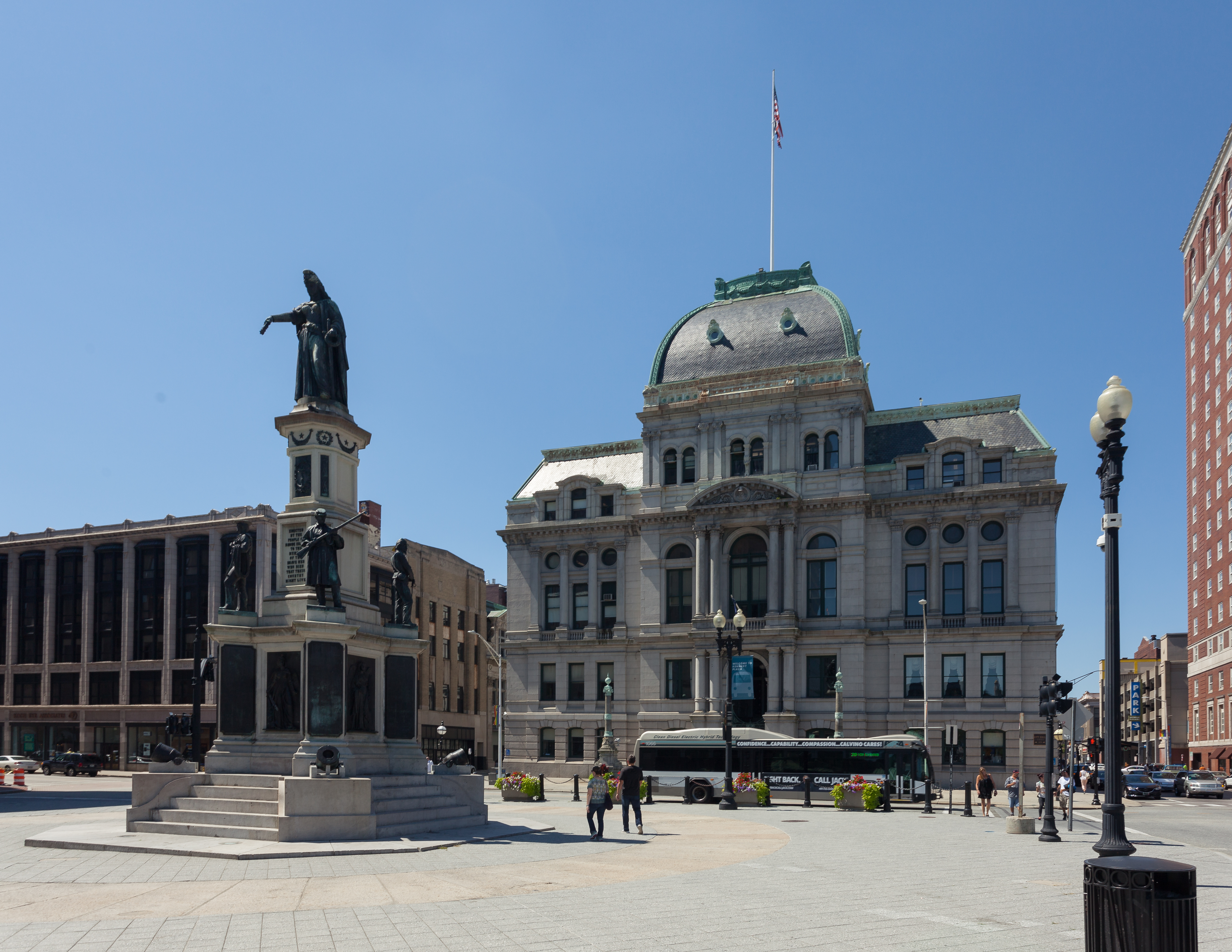
El Ayuntamiento y la Plaza Kennedy en 2017